# Barco a Venus
«Barco a Venus» es el sexto sencillo de Mecano, grupo español de tecno-pop. Se publicó el 16 de abril de 1983 con la referencia CBS A-3430, con la cara B «Este chico es una joya», siendo la tarjeta de presentación (primer sencillo) del segundo álbum del grupo, ¿Dónde está el país de las hadas?. La compuso Nacho Cano. La producción, como en el resto de temas del álbum, corrió a cargo de Jorge Álvarez con los arreglos de Luis Cobos y Mecano.

## Canción
«Barco a Venus» fue compuesta por Nacho Cano y presentada antes de ser grabada en estudio. El 20 de diciembre de 1982, Mecano, que había comenzado a actuar en directo la primavera de ese año, dio un concierto en el pabellón de la Ciudad Deportiva del Real Madrid. Además de pasar revista a todos los temas de su anterior álbum, presentaron dos canciones que Nacho Cano había compuesto para el nuevo disco, «El ladrón de discos» y «Yonki», que más tarde cambiaría su nombre a «Barco a Venus». Su temática es clara: los peligros de la drogadicción: «reflejaba mucho aquellos años en los que las drogas se apoderaron de muchos de mis amigos», explica Nacho Cano. Hasta tal punto se identificó la canción con la drogadicción que «Barco a Venus» fue la canción que cerró el concierto Música para Vivir, celebrado el 7 de octubre de 1989 en el Estadio Olímpico de Barcelona, organizado por la Fundación de Ayuda contra la Drogadicción. Todos los grupos participantes cantaron juntos el tema, «canción emblemática del problema de drogodependencias». A diferencia de la mayor parte de las letras de sus primeros discos, consideradas en general «cursis e inócuas» por una crítica musical que inicialmente denostó al grupo, la letra de «Barco a Venus» tocaba un tema «comprometido».
Mecano comenzó a grabar el nuevo disco en los primeros meses de 1983. CBS puso a su disposición el mismo equipo con el que habían trabajado en Mecano. Sin embargo, los resultados fueron mucho peores, algo que se achacó a la premura y al hecho de que los miembros del equipo estuviesen al mismo tiempo participando en otras producciones. «Barco a Venus», pero también otras canciones, como «Focas» o «Ese chico es una joya», sufrieron una producción que disgustó mucho a los miembros del grupo y que hizo que, en general, las versiones en directo fuesen mucho mejores. En palabras de Nacho Cano, «esta canción siempre me gustó más en directo que en el disco, quizá por la producción».
«Barco a Venus» fue el primer sencillo del nuevo álbum. La elección fue de los propios miembros del grupo, contraviniendo los deseos de la discográfica: CBS prefería que fuese «Ese chico es una joya». El sencillo fue un éxito, y el álbum tuvo entre moderadas y buenas ventas, (800.000 al pie del millón de su primer disco) suficientes para poder grabar otro álbum.

## Listado de temas
| Cara A - «Barco a Venus» (3:19) (I. Cano) | Cara B - «Este chico es una joya» (2:30) (I. Cano) |

Otras ediciones
Existe otro sencillo promocional, edición especial con una portada distinta —portada de fondo amarillo con flores en la carátula y contraportada— publicado el 16 de abril de 1983.

## Valoración
La canción «hizo correr ríos de tinta en la prensa musical», aunque en una crítica reciente en Jenesaispop se hace referencia a su mala versión en directo. El mismo año de su publicación fue usada en el anuncio publicitario de las oficinas de turismo español en Holanda sin tenerse en cuenta la realidad del protagonista de la letra de la canción: la drogodependencia. La canción ha sido señalada como uno de los sencillos «pegadizos» del segundo y tercer disco de Mecano que se salvaron de la «fría respuesta» del público ante el giro a un sonido más «moderno y minimalista» por parte de la banda. Raúl Alonso, de lafonoteca.net, define al tema como «canción excelsa» dentro de un disco, ¿Dónde está el país de las hadas?, considerado «el patito feo» de la discografía de Mecano.

## Recopilatorios y versiones
«Barco a Venus» fue el primer sencillo de ¿Dónde está el país de las hadas?. Una de las canciones más exitosas del grupo ha sido una constante en todas las giras del grupo desde la primera en el año 1981. También apareció sistemáticamente en todos los recopilatorios de Mecano:
- En concierto (1985, CBS)[21]
- 20 grandes canciones (1989, CBS)[22]
- Ana, José, Nacho (1998, BMG)[23]

En el año 2004 y con la producción de Carlos Jean, la artista mexicana Fey presentó su álbum La fuerza del destino (EMI Latin), en el que versionaba doce temas de Mecano. «Barco a Venus» fue uno de ellos, siendo el segundo sencillo del álbum (2005, EMI Latin). Este se publicó con cinco remezclas adicionales de Hex Hector. También apareció en En tu fiesta me colé (2005, El Diablo), el disco tributo en que participaron artistas del rock indie español. La versión de «Barco a Venus» estuvo a cargo de Profesor Popsnuggle. El grupo indie barcelonés Sidonie, en compañía del cocinero Sergi Arola, versionó también «Barco a Venus» en un disco benéfico Voces X 1 fin: Juntos por Malí,promovido en el 2010 para construir una escuela en este país africano. Según Virginia Díaz, directora de 180 grados de Radio 3, Sidonie «han cogido 'Barco a Venus' de Mecano, la han desmenuzado, la han 'llevado' a los Abbey Road y han hecho que parezca estar dentro de 'Revolver' de The Beatles».
Paralelamente fue incluida en el musical que, sobre las canciones de Mecano, se estrenó en el año 2005 en España y que se exhibió exitosamente en España y México, Hoy no me puedo levantar, así como en La fuerza del destino, espectáculo de homenaje a Mecano, estrenado en 2012 y dirigido por Hansel Cereza, de La Fura dels Baus.
Por otro lado ha sido habitual en los conciertos de Ana Torroja tras la desaparición del grupo. Durante 1999 y 2000, la cantante se embarcó en una dilatada gira con Miguel Bosé por España y Latinoamérica, de la que se grabó un álbum doble en directo grabado en La Coruña: Girados en concierto (2000, WEA), en la que cada intérprete contribuía con un número equivalente de temas. «Barco a Venus» estuvo entre ellos. Volvió a aparecer en Me cuesta tanto olvidarte (2006, Sony BMG), álbum en el que la antigua cantante de Mecano reinterpretaba la canción en clave de «rumba». La última aparición de «Barco a Venus» en la discografía de Ana Torroja está en Conexión, álbum grabado en directo en México a finales de 2014, que cierra con esta canción.
«Barco a Venus» está también incluida en la versión Mecano del juego de karaoke SingStar.

## Portada
En la portada, sobre un fondo blanco, se reparten recuadros de las fotos enmarcadas de cada uno de los integrantes del grupo, dispuestas de manera desordenada. En la contraportada se reproducen las letras de las dos canciones.
En la edición promocional especial, los temas son los mismos; la portada es distinta: el color de fondo es amarillo, con una flor de lirio amarillo (Iris pseudacorus) ocupando toda la portada en diagonal. La contraportada tiene como color de fondo un blanco-crema, con una foto de los miembros de Mecano en un pequeño recuadro y, ocupando casi toda la contraportada la foto de un tulipán rosado con la flor inclinada hacia abajo. En la galleta en el lado A aparece también el lirio amarillo que se ve en la portada del sencillo; pero en la galleta del lado B en vez de usar el mismo tulipán sencillo de la contraportada aparecen dos tulipanes del tipo Rembrandt en color rojo con estrías blancas.